# Мартін Пенц
Мартін Пенц (Martin Penc, 21 травня 1957) — чехословацький велогонщик.
Бронзовий призер Олімпійських Ігор 1980 року в командній гонці переслідування.
Чемпіон світу з велоперегонів на треку 1985 року в аматорській гонці за очками, бронзовий призер 1981 (аматорська командна гонка переслідування), 1989 (професіональна гонка за очками) років.
Срібний призер ігор Дружба-84 в гонці за очками.